# 내일의 기억/Crazy Moon~당신은 무적~
〈내일의 기억/Crazy Moon~당신은 무적~〉(일본어: 明日の記憶/Crazy Moon〜キミ・ハ・ムテキ〜 아시타노키오쿠/크레이지 문~키미 와 무테키~[*])는 아라시의 26번째 싱글이다.

## 설명
2009년 5월 27일 발매한 이 싱글은, 〈明日の記憶〉은 아라시의 멤버 사쿠라이 쇼 주연의 드라마 《더 퀴즈 쇼》의 엔딩곡으로 사용되었으며, 〈Crazy Moon～キミ・ハ・ムテキ～〉는 일본 화장품 KOSE 에스프리크 화장품 라인의 TV-CM 곡으로 사용되었다.
총 3가지 버전으로 발매되었다 : 통상반 / 초회한정반 A (CD+DVD) / 초회한정반 B (CD+DVD). 통상반에는 A사이드와 Instrumental을 포함하여 총 4곡을 수록하였고, 두 가지의 초회한정반에는 뮤직비디오 DVD를 각각 하나씩 수록 한 뒤 A사이드 곡만 수록하였다. 아라시의 2009년 싱글 가운데 2번째 발매한 싱글이고, 아라시의 6번째 더블A사이드 (양A면) 싱글이다.
〈明日の記憶〉는 미디엄 템포의 현악기가 사용된 곡으로, 가사는 잊혀지지 않는 과거와 더 나은 미래를 향하는 모습을 그리고있다. 이곡의 풀버전으로 최초로 흐른 것은 멤버 오노 사토시의 라디오 프로그램 《DISCOVERY》에서 2009년 5월 1일자 라디오에서였다. PV가 첫 공개된 것은 NTV의 뉴스 프로그램 《Zoom-In Super!》에서 2009년 5월 13일, 미리보기 2분 형식으로는 2009년 5월 22일, Space Shower TV에서 공개했다.
〈Crazy Moon～キミ・ハ・ムテキ～〉는 80년대풍의 빠른 댄스곡이다. 이 싱글이 발매되기 한달 전, 2009년 4월 26일 일본의 음악 프로그램 우타방에서 처음으로 불렀다.

## 수록곡
통상반
| #  | 제목                                                     | 작사                     | 작곡          | 재생 시간 |
| -- | -------------------------------------------------------- | ------------------------ | ------------- | --------- |
| 1. | 〈明日の記憶〉                                           | 平義隆 (요시타카 타이라) | Taira         | 4:58      |
| 2. | 〈Crazy Moon〜キミ・ハ・ムテキ〜〉                       | Soluna                   | Hyper Slipper | 4:02      |
| 3. | 〈明日の記憶（오리지널・가라오케）〉                     | 平義隆                   | Taira         | 4:58      |
| 4. | 〈Crazy Moon〜キミ・ハ・ムテキ〜（오리지널・가라오케）〉 | Soluna                   | Hyper Slipper | 4:02      |

초회 한정반A
| #  | 제목                               | 작사   | 작곡          | 재생 시간 |
| -- | ---------------------------------- | ------ | ------------- | --------- |
| 1. | 〈明日の記憶〉                     | 平義隆 | Taira         | 4:58      |
| 2. | 〈Crazy Moon〜キミ・ハ・ムテキ〜〉 | Soluna | Hyper Slipper | 4:02      |

초회 한정반A - DVD
| #  | 제목           | 작사   | 작곡  | 재생 시간 |
| -- | -------------- | ------ | ----- | --------- |
| 1. | 〈明日の記憶〉 | 平義隆 | Taira | 4:58      |

초회 한정반B
| #  | 제목                               | 작사   | 작곡          | 재생 시간 |
| -- | ---------------------------------- | ------ | ------------- | --------- |
| 1. | 〈明日の記憶〉                     | 平義隆 | Taira         | 4:58      |
| 2. | 〈Crazy Moon〜キミ・ハ・ムテキ〜〉 | Soluna | Hyper Slipper | 4:02      |

초회 한정반B - DVD
| #  | 제목                               | 작사   | 작곡          | 재생 시간 |
| -- | ---------------------------------- | ------ | ------------- | --------- |
| 1. | 〈Crazy Moon〜キミ・ハ・ムテキ〜〉 | Soluna | Hyper Slipper | 4:02      |

## 차트 성적
오리콘 데일리 차트 1위를 기록하면서, 하루 판매량 23만장을 달성했다. 첫 주 판매량 50만 2487만장을 기록하면서 그 주 오리콘 차트 위클리 차트 1위를 기록하였다. 1999년 데뷔 싱글 《A·RA·SHI》이후 첫 주 판매량으로 높은 수치다. 또, 이 싱글은 2009년 첫 주 판매량 가운데 가장 높은 판매고를 기록한 음반이기도 하다. 이전 싱글 《Believe/曇りのち、快晴》이후, 이 싱글로 아라시는 7년 7개월만에 첫주판매량이 연작으로 50만장을 넘는 가수이기도 하다. 그 이전의 연작으로 50만이 넘는 판매량을 기록한 가수는 쿠와타 케이스케다.
이 싱글은 2009년에 60만장이 넘는 판매량을 기록한 2번째 싱글이고, 첫 번째 싱글 역시 아라시의 싱글 《Believe/曇りのち、快晴》이다.

## 차트
|                 | 차트 (분야)        | 순위 | 판매량  |
| --------------- | ------------------ | ---- | ------- |
| 2009년 5월 27일 | 오리콘 데일리 차트 | 1    | 230,022 |
| 2009년 6월 3일  | 오리콘 위클리 차트 | 1    | 502,487 |
| 2009년 6월      | 오리콘 월간 차트   | 1    | 587,734 |
| 2009년 12월     | 오리콘 연간 차트   | 2    | 620,557 |

| 이전 福山雅治 〈化身〉 | 오리콘 주간 싱글 차트 1위 2009년 6월 3일 | 다음 YUI 〈again〉 |

| 이전 NEWS 〈恋のABO〉 | 오리콘 월간 싱글 차트 1위 2009년 6월 | 다음 아라시 〈Everything〉 |